# Elephantomyia (Elephantomyia) alticola
Elephantomyia (Elephantomyia) alticola is een tweevleugelige uit de familie steltmuggen (Limoniidae). De soort komt voor in het Neotropisch gebied.